# Metro: Last Light
A Metro: Last Light egy first-person shooter amit a 4A Games adott ki 2013-ban. A történet cselekménye Dmitry Glukhovsky Metró-univerzumából merít, de az író a játékból is merített a Metró 2035 című könyvéhez. A játék egy folytatás a Metro 2033-hoz és független a Metró 2034 című könyvtől.

## Játékmenet
A főhős itt is Artyom, akárcsak az előző játékban. Három fegyvert tud magánál hordani és négy fajta eldobható fegyvert. A fegyverekre különböző hasznos dolgokat lehet felszerelni, mint például a hangtompítót és a lézercélzót. Ha a játékos az ellenségek mögé lopózik, lehetősége van azok megölésére vagy leütésére. A játékban szerzett karmapontok befolyásolják a befejezést.

## Cselekmény
FIGYELEM: A játékélményt ronthatja a cselekmény elolvasása!

Egy évvel a D-6 titkos alagútjainak elfoglalása után a Rend bázist alapított ott. Kán szól Artyomnak, hogy egy Fekete túlélte a rakétákat. Miller, a rend parancsnoka úgy dönt, hogy Artyommal küldi Annát a lányát, a Rend legjobb mesterlövészét, hogy vadásszák le a Feketét. A fekete lényről valójában kiderül, hogy egy fekete kisgyerekről van szó, amely túlélte az atomcsapást. Artyom elfogja a kis lényt, de a reich katonái elfogják őket, mivel minden nagyobb frakció már tud a lényről és vadásztak rá ők is. A nácik kihallgató szobájában egy redline katona és felderítő segítségével (Pavel) megszöknek, majd átosonnak közösen a 4. birodalom állásain, végül újtukat a felszínen folytatják. Heves mutáns támadás során visszamenekülnek a metróba ahol a redline egyik állomására engedik be őket. Itt pavel eláruja Artyomot, és ezúttal vörös fogságba esik, ahol kínzással próbálnak információhoz jutni tőle a D6-ról, és a lényről. Megszöktetik, és több titkos beszélgetés kihallgat a szellőzőkben kúszva. Átoson több vörös állomáson, és ismét találkozik az első részben már megismert kováccsal aki ezúttal egy elhagyott alagút egyik szobájába fészekelte be magát. Ad Atyomnak egy járművet, amivel egyedül halad tovább a mutánsoktól hemzsegő alagútban.  Visszajut a spártaikhoz, és el kell jutnia velencébe üldözni pavel-t. Itt pavel meg tud szökni, ezért a mocsáron át kell haladnia a templomig. Árulás áldozatai lesznek, a redline rajtuk üt, a katakombákon át haladva jut ki moszkvába. Khan segítségével talál rá a kis lényre akit kiszabadít egy szálguldó vonatról, majd együtt átmennek moszkva romjain szinte teljesen bejárva a halott várost. Visszajutva a metróba a Reich,Sparta, redline béketárgyalásokba csöppennek ahol a kis lény telepatikus képességeivel fény derül a redline vezetőjének árulására, mely szerint megölte saját bátyját. Mivel politikai karrierje megbukik Korbut elvtárs veszi át teljesen a hatalmat aki háborút akar. Megindul hát a támadás a D6 ellen amit a spártaiak az utolsó vérükig védenek. A játék befejezése attól függ, hogy milyen karmával rendelkezik végül  a játék folyamán Artyom.

## Fordítás
Ez a szócikk részben vagy egészben  a   Metro: Last Light című angol Wikipédia-szócikk fordításán alapul.  Az eredeti cikk szerkesztőit annak laptörténete sorolja fel. Ez a jelzés csupán a megfogalmazás eredetét és a szerzői jogokat jelzi, nem szolgál a cikkben szereplő információk forrásmegjelöléseként.